# Grahame Fox
Grahame Fox est un acteur britannique né le 14 juillet 1957 à Cardiff au Pays de Galles.

## Filmographie

### Cinéma
- 1992 : The Runner : Mike
- 1992 : Bad Company : Darren
- 1995 : The Turnaround : DS Jackson
- 1996 : Darklands : DS Young
- 2001 : Bodywork : Danny Sparks
- 2001 : Lava : Darrel
- 2003 : The Blind Spot
- 2006 : Vampire Diary : l'agent de sécurité
- 2007 : Outlanders : DS Jones
- 2008 : One Day in Cochin : Jack Chance
- 2009 : Glimpse : le détective
- 2011 : Stormhouse : Lieutenant Groves
- 2013 : The Invisible Woman : le garde de la gare
- 2013 : Un incroyable talent : le membre du public
- 2013 : Dirtymoney : Ron Marsh
- 2013 : Judas Ghost : Judas Ghost
- 2015 : Molly Moon et le Livre magique de l'hypnose : Shotgun
- 2016 : Bucky : DS Mills
- 2016 : L'Élu : Major Nikitchenko
- 2016 : Ferris & the Fancy Pigeon : Peter
- 2017 : The Bunker : commissaire Bishop
- 2018 : Hannah : Détective Brown
- 2018 : Mission impossible : Fallout : le videur du Grand Palais
- 2018 : The Convent : Jeremiah
- 2018 : Gold Star : M. Adler
- 2019 : Horizon : Gilroy
- 2019 : Ava : Ben Carrington
- 2021 : Les Éternels : Kro On-Set
- 2022 : Beep : John
- 2023 : Ant-Man et la Guêpe : Quantumania : l'homme Brocoli
- 2023 : Fear the Invisible Man : Marvel
- 2023 : Can You Hear Me? : le sergent-major
- 2023 : 5lbs of Pressure : Lenny

### Télévision
- 1993 : Le sang lui va si bien : Dalton
- 1996 : Kavanagh : un policier (1 épisode)
- 1997 : Les Nouvelles Aventures de Robin des Bois : Friar Philip (1 épisode)
- 1998-2008 : The Bill : Long, Andy Morris, Nicky Gables (5 épisodes)
- 1999-2013 : Casualty : DI Gavin Cook et Jonathan Lewis (12 épisodes)
- 2002 : EastEnders : Gavin (2 épisodes)
- 2003-2017 : Doctors : Mickey Kendrick et Braddock (3 épisodes)
- 2010 : Merlin : le cavalier (1 épisode)
- 2011 : Inspecteur Barnaby : Nick the Money (1 épisode)
- 2013 : Atlantis : Sabas (1 épisode)
- 2014 : Game of Thrones : Ralf Kenning (1 épisode)
- 2015 : Sons of Liberty : le privé Wholey (1 épisode)
- 2015 : The Last Kingdom : Smith (1 épisode)
- 2015 : Da Vinci's Demons : Capitaine Barbarigo (2 épisodes)
- 2017 : Les Enquêtes de Morse : Zebulon Sadler (1 épisode)
- 2019 : Love, Death and Robots (1 épisode)
- 2019 : The Spanish Princess : le sergent (1 épisode)
- 2019 : The Crown : un ouvrier (1 épisode)
- 2021 : The Nevers : Crabby Cop (1 épisode)

### Jeux vidéo
- 2009 : iD3 : Détective Strickland
- 2016 : Dark Souls III : Eygon de Carim et Cage Madman
- 2016 : The Bunker : le commissaire
- 2017 : The Invisible Hours : Victor Murphy
- 2018 : World of Warcraft: Battle for Azeroth
- 2020 : Assassin's Creed Valhalla : Gwriad
- 2021 : It Takes Two : le chef des écureuils
- 2022 : Total War: Warhammer 2 : Lord Slaanesh
- 2022 : Elden Ring : plusieurs personnages
- 2024 : Dragon's dogma 2 : dragon